# Військово-морські сили Уругваю
Національні військово-морські сили Уругваю (ісп. Armada Nacional del Uruguay) — один з видів збройних сил Східної Республіки Уругвай. В основному включають в себе військово-морський флот, морську піхоту, морську авіацію, частини та підрозділи спеціального призначення.

## Структура

### Командування військово-морського флоту

#### Морські сили

##### Ескарда відкритого моря

###### Ескортний дивізіон
| Тип                            | Номер вимпелу | Найменування                         | У складі флоту       | Стан    | Примітки                                         |
| Фрегаты                        | Фрегаты       | Фрегаты                              | Фрегаты              | Фрегаты | Фрегаты                                          |
| ------------------------------ | ------------- | ------------------------------------ | -------------------- | ------- | ------------------------------------------------ |
| фрегат типу «Жуау Белу»        | ROU 01        | «Уругвай» «Uruguay»                  | з 5 квітня 2008 року | в строю | колишній NRP «Comandante João Belo» (F480)       |
| фрегат типу «Жуау Белу»        | ROU 02        | «Педро Кампбелль» «Pedro Campbell»   | з 8 квітня 2008 року | в строю | колишній NRP «Comandante Sacadura Cabral» (F483) |
| Кораблі постачання             |               |                                      |                      |         |                                                  |
| корабель постачання типу 701 Е | ROU 04        | «Генераль Артігас» «General Artigas» | з 5 квітня 2005 року | в строю | колишній «Freiburg» (A1413)                      |

##### Річкова ескадра

###### Патрульний дивізіон
| Тип                            | Номер вимпелу    | Найменування            | У складі флоту       | Стан             | Примітки                                 |
| Патрульні катери               | Патрульні катери | Патрульні катери        | Патрульні катери     | Патрульні катери | Патрульні катери                         |
| ------------------------------ | ---------------- | ----------------------- | -------------------- | ---------------- | ---------------------------------------- |
| патрульний катер типу «Кєйп» А | ROU 10           | «Кольоніа» «Colonia»    | з 25 січня 1990 року | в строю          | колишній USCGC «Cape Higgon» (WPB-95302) |
| патрульний катер типу «Кєйп» А | ROU 11           | «Ріо Негро» «Río Negro» | з 25 січня 1990 року | в строю          | колишній USCGC «Cape Horn» (WPB-95322)   |

###### Мінний і протимінний дивізіон
| Тип                   | Номер вимпелу | Найменування            | У складі флоту        | Стан      | Примітки                                              |
| Тральщики             | Тральщики     | Тральщики               | Тральщики             | Тральщики | Тральщики                                             |
| --------------------- | ------------- | ----------------------- | --------------------- | --------- | ----------------------------------------------------- |
| тральщик проекту 89.2 | ROU 31        | «Темераріо» «Temerario» | з 11 жовтня 1991 року | в строю   | колишній «Riesa» (322)                                |
| тральщик проекту 89.2 | ROU 33        | «Фортуна» «Fortuna»     | з 11 жовтня 1991 року | в строю   | колишній «Bernau» (343) колишній «Bernau» (M2673)     |
| тральщик проекту 89.2 | ROU 34        | «Аудас» «Audaz»         | з 11 жовтня 1991 року | в строю   | колишній «Eisleben» (312) колишній «Eisleben» (M2671) |

## Прапори

Військово-морський прапор
Гюйс

## Знаки розрізнення

### Офіцери
| Категорії               | Офіцери   | Офіцери          | Офіцери          | Офіцери            | Офіцери            | Офіцери           | Офіцери          | Офіцери            | Офіцери        |
| ----------------------- | --------- | ---------------- | ---------------- | ------------------ | ------------------ | ----------------- | ---------------- | ------------------ | -------------- |
| Нарукавний знак         |           |                  |                  |                    |                    |                   |                  |                    |                |
| Уругвайське звання      | Almirante | Contra Almirante | Capitán de Navío | Capitán de Fragata | Capitán de Corbeta | Teniente de Navío | Alférez de Navío | Alférez de Fragata | Guardia Marina |
| Український відповідник |           |                  |                  |                    |                    |                   |                  |                    |                |

### Підофіцери і матроси
| Категорії               | Підофіцери          | Підофіцери       | Підофіцери       | Підофіцери | Підофіцери | Матроси        | Матроси  |
| ----------------------- | ------------------- | ---------------- | ---------------- | ---------- | ---------- | -------------- | -------- |
| Нарукавний знак         |                     |                  |                  |            |            |                |          |
| Уругвайське звання      | Suboficial de Cargo | Suboficial de 1ª | Suboficial de 2ª | Cabo de 1ª | Cabo de 2ª | Marinero de 1ª | Aprendiz |
| Український відповідник |                     |                  |                  |            |            |                |          |